# Arruda-caprária

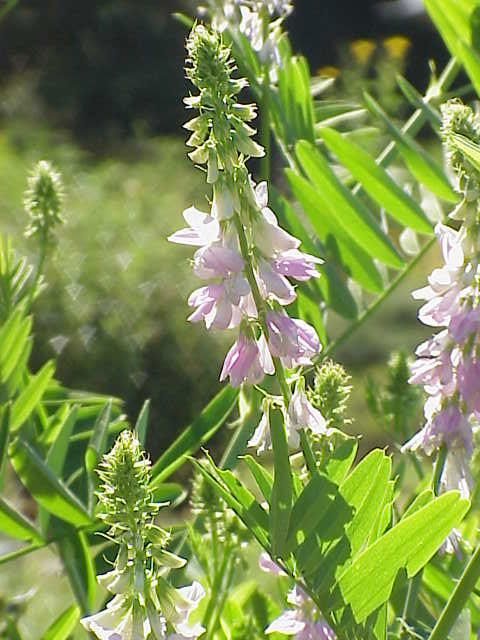
Exemplo de galega officinalis.

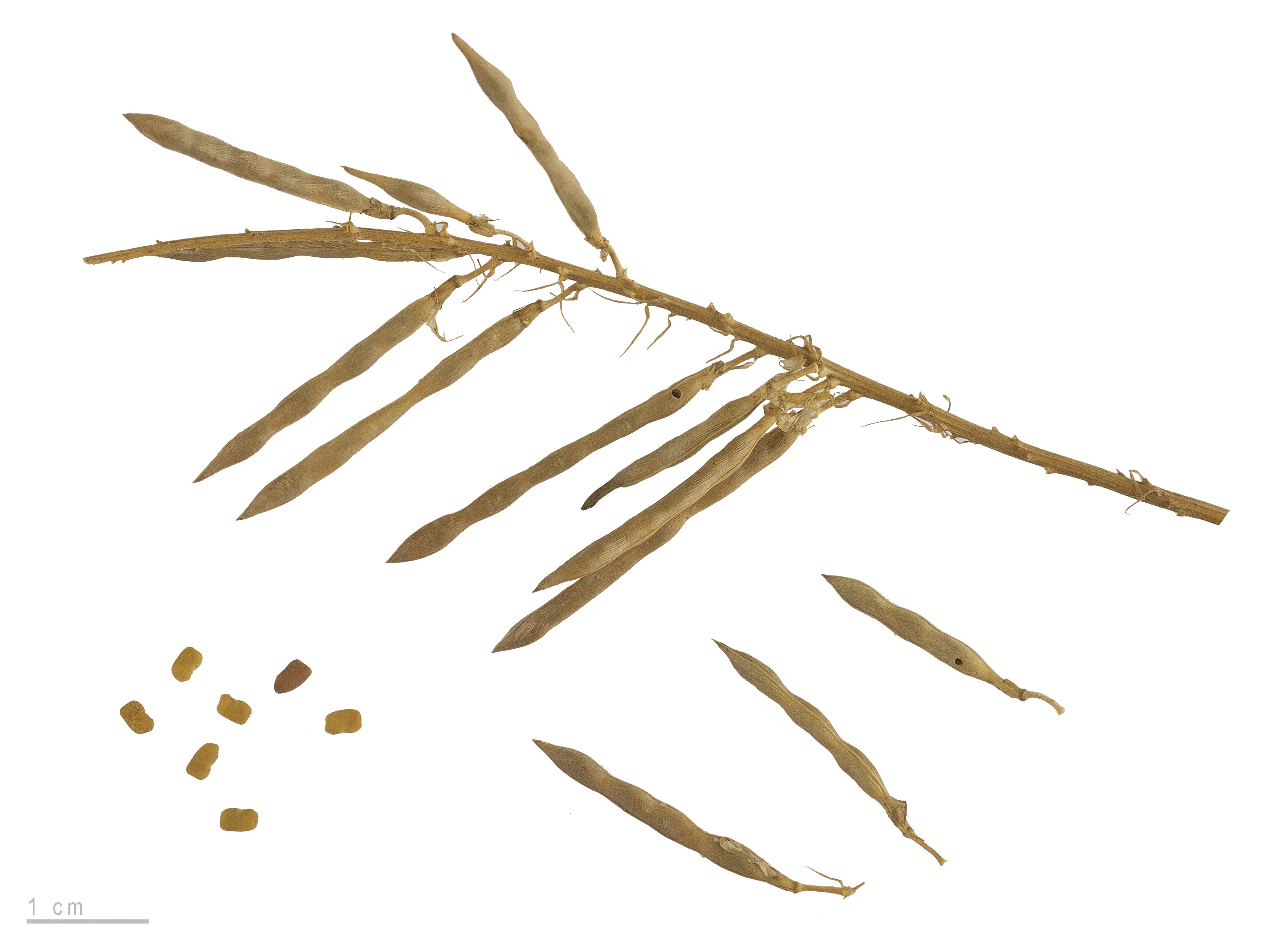
Galega officinalis - MHNT

A arruda-caprária ou galega (Galega officinalis) é uma espécie de planta da subfamília Faboideae. É encontrada no sul da Europa e na Ásia Ocidental. São arbustivas, com folhas imparipenadas, compostas por 11 a 19 folíolos opostos. Flores rosas dispostas em racimos eretos. Há outras variedades de flores brancas e azuis (falso-anil).